# Michael Oliver (arbitro)
Michael Oliver (Ashington, 20 febbraio 1985) è un arbitro di calcio britannico.

## Biografia
Originario di Ashington, nel Northumberland, nord-est inglese, è figlio di Clive Oliver, arbitro ritiratosi nel 2009, arrivato fino alla Championship, e marito di Lucy May, anche lei arbitro, sposata nel 2015.

## Carriera

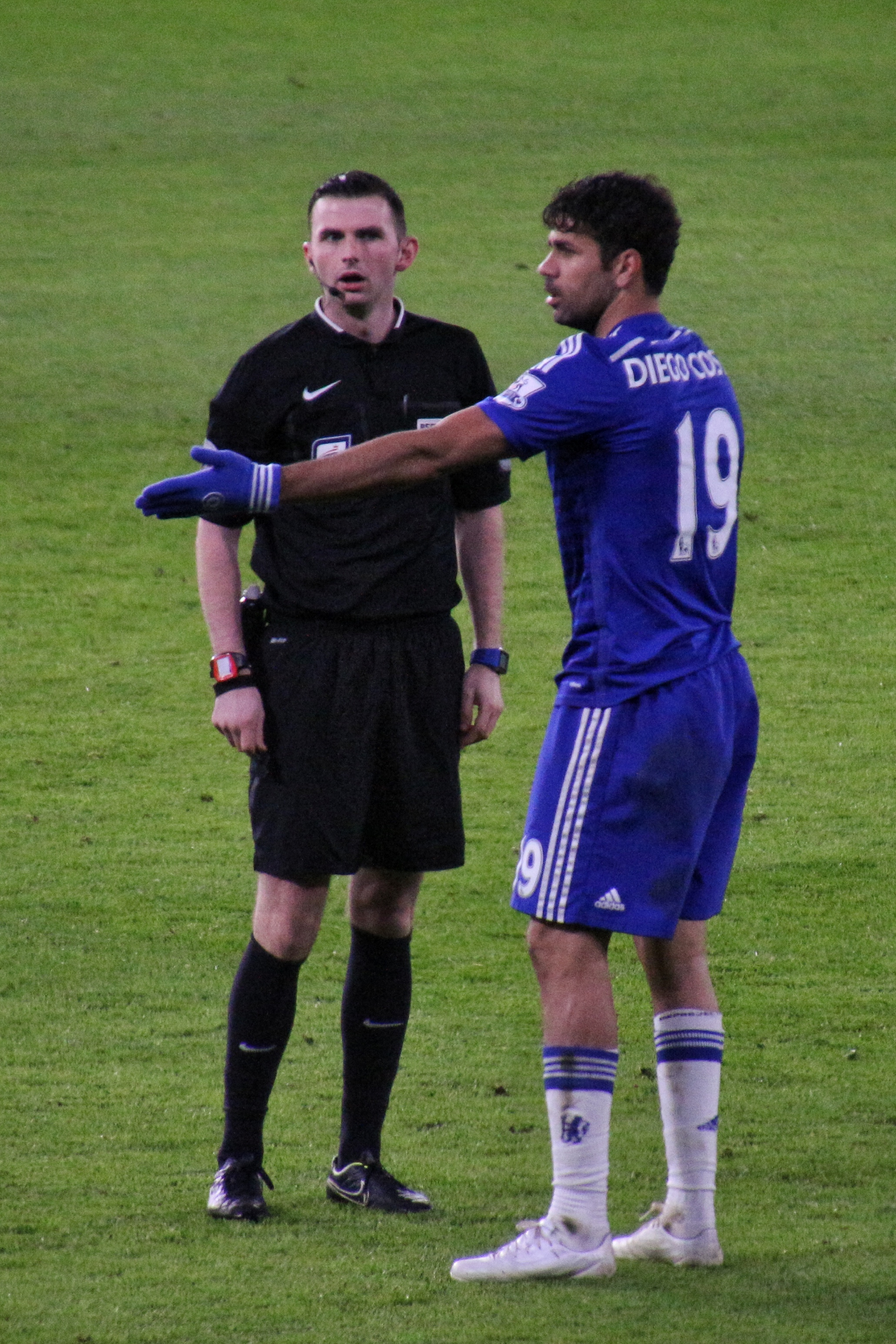
Oliver con Diego Costa del nel 2015

Inizia ad arbitrare a 14 anni, seguendo le orme del padre, anch'egli arbitro, ritiratosi nel 2009.
Nel 2007 dirige la finale play-off di Football Conference vinta dal Morecambe per 2-1 sull'Exeter City nell'appena riaperto Wembley. Due anni dopo, il 24 maggio 2009, nello stesso stadio, arbitra Millwall-Scunthorpe Utd 2-3, finale dei playoff della Football League One 2008-2009. Un giorno prima, sempre a Wembley, il padre aveva diretto invece la finale di Football League Two, Gillingham-Shrewsbury Town 1-0.
Nel 2010 passa in Premier League, esordendo il 21 agosto, alla seconda di campionato, in Birmingham City-Blackburn 2-1, diventando il più giovane arbitro di sempre nella massima serie inglese, con i suoi 25 anni.
Nel 2012 viene promosso internazionale, debuttando in campo europeo il 25 luglio, in Polonia, nella gara di ritorno del 2º turno di qualificazione di Champions League tra i padroni di casa dello Śląsk Breslavia e i montenegrini del Budućnost, vittoriosi per 1-0, ma eliminati in virtù della sconfitta per 2-0 dell'andata. Nello stesso anno esordisce anche in Europa League, prima in Vitesse-Anži 0-2 del 9 agosto, 3º turno di qualificazione, e poi il 4 ottobre, nella gara del girone K tra i norvegesi del Rosenborg e i tedeschi del Bayer Leverkusen, vincitori per 1-0.
Arbitra per la prima volta una sfida tra nazionali maggiori il 6 febbraio 2013, dirigendo l'amichevole Corea del Sud-Croazia 0-4, giocata a Londra. La prima ufficiale è invece Slovacchia-Lituania 1-1 del 22 marzo, valida per il girone G delle qualificazioni al Mondiale 2014 in Brasile.
Nel 2013 è designato per l'Europeo Under-19 in Lituania, dove arbitra 3 partite.
L'anno successivo arbitra il Community Shield del 10 agosto 2014 vinto per 3-0 dall'Arsenal sul Manchester City.
Nella stagione 2015-2016 arbitra due finali: prima, l'8 novembre 2015, quella tutta africana del Mondiale Under-17 in Cile tra Mali e Nigeria, vittoriosa per 2-0, poi quella di Coppa di Lega inglese del 28 febbraio 2016, con il successo del Manchester City per 4-2 d.c.r. sul Liverpool.
Il 27 settembre 2016 arriva il debutto nei gironi di Champions League, in Sporting Lisbona-Legia Varsavia 2-0, gara del gruppo F.
L'11 aprile 2018 è di scena nel quarto di finale di ritorno di Champions League tra Real Madrid e Juventus, terminato con la vittoria dei bianconeri per 3-1. Nell'occasione espelle per proteste il capitano della Juventus Gianluigi Buffon, che dopo la gara lo criticherà apertamente insieme alla stampa italiana, in particolare per la sua decisione di concedere nei minuti finali del match un calcio di rigore in favore del Real Madrid (poi realizzato da Cristiano Ronaldo) che ha di fatto sancito l'eliminazione della squadra italiana dalla competizione.
Il mese successivo, il 19 maggio, dirige la finale di FA Cup vinta per 1-0 dal Chelsea sul Manchester Utd.
Il 21 aprile 2021 viene selezionato dalla UEFA per il campionato europeo dove dirige tre partite, tra cui il quarto di finale tra Svizzera e Spagna. Il match si conclude ai calci di rigore, e vede trionfare la Spagna, tra le polemiche della nazionale elvetica che contesta una dubbia espulsione di Freuler per un tackle pericoloso su Torres, decisione considerata eccessiva e controversa.
Il 3 agosto 2022 viene designato per dirigere la Supercoppa UEFA tra Real Madrid e Eintracht Francoforte. Nello stesso anno è anche stato designato per arbitrare alcune partite del Mondiale.
Il 9 dicembre 2022 dirige Brasile-Croazia, valida per i quarti di finale della Coppa del Mondo FIFA 2022. Dopo la partita, che ha visto il passaggio del turno della Croazia ai calci di rigore, sarà oggetto di contestazione per alcune decisioni, ritenute discutibili, in particolare per non aver espulso Danilo nel primo tempo, per un fallo pericoloso a gamba alta su Juranović, complice un mancato richiamo da parte del VAR guidato dall'italiano Irrati, e nel secondo tempo per non aver fischiato un calcio di rigore per un tocco con il braccio proprio di Juranović, sebbene l'azione fosse preceduta dal fuorigioco di un giocatore brasiliano.
L'11 aprile 2023 dirige il quarto di finale di Champions League andata tra Benfica e Inter, vinto 2-0 dai nerazzurri.
Il 31 maggio 2023 svolge il ruolo di quarto ufficiale nella finale di Europa League Siviglia-Roma, diretta da Anthony Taylor e vinta dal Siviglia ai calci di rigore.
Il 23 aprile 2024 la UEFA lo ha convocato per il campionato d'Europa 2024 in Germania, insieme al collega Anthony Taylor, agli assistenti Stuart Burt, Dan Cook, Gary Beswick e Adam Nunn, ed ai VAR Stuart Attwell e David Coote.
All'europeo tedesco dirige diverse partite, tra cui una partita del Gruppo B Spagna-Croazia 3-0, e una del Gruppo E Slovacchia-Ucraina 1-2. Successivamente arbitrerà l'ottavo di finale Germania-Danimarca 2-0, e il quarto di finale Portogallo-Francia 0-0, terminato ai calci di rigore con la vittoria dei transalpini.